# 扎利科夫斯科耶湖
56°27′51″N 31°35′40″E / 56.4642°N 31.5944°E
扎利科夫斯科耶湖（俄语：Заликовское），是俄羅斯的湖泊，位於該國西北部特維爾州，長6.3公里、寬1.8公里，面積4.87平方公里，海拔高度176米，湖岸線長度22.7公里，最大水深2.4米。